# 山川琴美
山川 琴美（やまかわ ことみ、3月12日 - ）は、日本の女性声優。北海道出身。東京俳優生活協同組合所属。

## 人物
- スクールデュオ1期生[3]。以前は賢プロダクション、元氣プロジェクト[4]に所属していたが、フリーランスの期間を経て、2009年4月1日付けで、東京俳優生活協同組合に所属となった。
- 「ぱっしょん!」というライブバンドでボーカルを担当している（その他のメンバーにはいのくちゆか等がいる）。また 岩村琴美とも声優ユニット「でちことっ」を結成している。
- 元ロッテ社員[5][6]。
- 声種はメゾソプラノ[2]。方言は北海道弁[2]。
- 趣味は、「PVごっこ（友達に自分を録ってもらった動画を既成曲に合わせて編集して自作のPVを作ること）」が挙げられる。また縄跳びを日課にしている。
- 特技は、バルーンアート、バスケットボール[2]。
- 作家の山川進は実兄[7][8][9][10][11][12]。

## 出演

### テレビアニメ
2001年
- フルーツバスケット（書記の女子）

2002年
- 機動戦士ガンダムSEED
- GetBackers-奪還屋-（女の子、女達、女子高生）

2003年
- GAD GUARD（メリー）
- 人間交差点（新米刑務官）

2004年
- BECK（益岡弘美）

2005年
- IZUMO -猛き剣の閃記-（北河麻衣）
- かりん（女性）
- ガンパレード・オーケストラ（蔵野みずほ）
- 機動新撰組 萌えよ剣 TV（猫又）
- Paradise Kiss（中山）
- BLOOD+（ソロモンの助手）
- 魔法先生ネギま!（和泉亜子）

2006年
- ウィッチブレイド（サトミ）
- ウィンターガーデン（女子店員B）
- ネギま!?（和泉亜子、麻帆女生徒B）- 第23話のサブタイトル題字（2枚目）と提供イラスト（ED後）も担当。
- ヤマトナデシコ七変化♥（女生徒）

2007年
- 灼眼のシャナII（“虺蜴の帥”ウァラク）
- ゼロの使い魔 シリーズ（2007年 - 2012年、カトレア・イヴェット・ラ・ボーム・ル・ブラン・ド・ラ・フォンティーヌ、シーコ、女子生徒）- 3シリーズ

2008年
- 魔法遣いに大切なこと 〜夏のソラ〜（権田紫苑、阿部遥、お兄ちゃん、女子高校生、女 他）

2009年
- けんぷファー（2009年 - 2011年、山川涼花 / 観客B）- 2シリーズ
- 咲-Saki-（上柿恵）
- 大正野球娘。（女子B）

2010年
- けいおん!!（新婦〈ミホコ〉）

2011年
- 日常（ドラマの女性）
- マケン姫っ!（先生）
- 夢喰いメリー（ユミ）

2012年
- さくら荘のペットな彼女（2012年 - 2013年、客1、女子A、販売員）
- ハイスクールD×D（ユーベルーナ）
- リトルバスターズ!（伊藤）

2013年
- 琴浦さん（小学校の先生、お化け）
- 変態王子と笑わない猫。（女子生徒B）
- RDG レッドデータガール（女子生徒A）

2014年
- SHIROBAKO（瀬川美里、ガクボ警部）
- selector infected WIXOSS（一衣の母）

2015年
- アイカツ!（おばちゃん）
- 俺物語!!（磯野海月）

2017年
- UQ HOLDER! 〜魔法先生ネギま!2〜（和泉亜子）

### 劇場アニメ
- 茄子 アンダルシアの夏（2003年、女B）
- 劇場版 魔法先生ネギま! ANIME FINAL（2011年、和泉亜子）
- 映画 中二病でも恋がしたい! -Take On Me-（2018年、先生）
- 劇場版 SHIROBAKO（2020年、瀬川美里[14]、オーディション声優D、なめろうの男の子B[15]）

### OVA
2006年
- ネギま!? 春・夏（和泉亜子）

2008年
- ゼロの使い魔〜三美姫の輪舞〜（女子生徒B）
- ToHeart2ad Vol.2（河野はるみ）
- 魔法先生ネギま! 〜白き翼 ALA ALBA〜（和泉亜子）

2009年
- ToHeart2 adplus Vol.1、2（河野はるみ）
- 魔法先生ネギま! 〜もうひとつの世界〜（和泉亜子）

2010年
- ToHeart2 adnext Vol.1、2（河野はるみ）

2011年
- ナナとカオル（先生）

### ゲーム
時期不明
- THE RAID MEMORY 騎士の証（櫻廼搾アジト）
- THE RAID MEMORY 蒼穹と葵の玉（欄廼搾アジト）
- THE RAID メモリ〜DS ミニゲ〜ム対戦 クイズだ!誤解だ?悪戯だ!?（欄廼搾アジト）
- ROTS ルーツ（女子F）

2004年
- 幻想水滸伝IV（フレア）

2005年
- 魔法先生ネギま! 1時間目 お子ちゃま先生は魔法使い!（和泉亜子）
- 魔法先生ネギま! 2時間目 戦う乙女たち!麻帆良大運動会SP!（和泉亜子）
- Rhapsodia（フレア）

2006年
- ガンパレード・オーケストラ 青の章〜光の海から手紙を送ります〜（蔵野みずほ）
- 幻想水滸伝V（ベルナデット・イーガン、ニフサーラ、フレアの人形）
- ネギま!? 3時間目 恋と魔法と世界樹伝説!（和泉亜子）
- ネギま!? 超 麻帆良大戦 かっとイ〜ン☆契約執行でちゃいますぅ（和泉亜子）
- 魔法先生ネギま! 課外授業 乙女のドキドキ ビーチサイド（和泉亜子）

2007年
- ネギま!? どりーむたくてぃっく 夢見る乙女はプリンセス（和泉亜子）
- ネギま!? 超麻帆良大戦チュウ チェックイ〜ン 全員集合!やっぱり温泉来ちゃいましたぁ（和泉亜子）
- ネギま!? ネオ・パクティオーファイト!!（和泉亜子）

2008年
- ゼロの使い魔 迷子の終止符と幾千の交響曲（カトレア・イヴェット・ラ・ボーム・ル・ブラン・ド・ラ・フォンティーヌ）

2009年
- なりそこない英雄譚〜太陽と月の物語〜（ティリス）

2011年
- ToHeart2 ダンジョントラベラーズ（河野はるみ）
- ToHeart2 DX PLUS（河野はるみ）

2012年
- 桜花センゴク! Portable（上杉謙信ちゃん）
- ハートフルシミュレーター PACHISLOT ToHeart2（河野はるみ）
- WHITE ALBUM2 幸せの向こう側（鈴木）

2014年
- ToHeartハートフルパーティ（河野はるみ）
- ハイスクールD×D NEW FIGHT（ユーベルーナ）

2015年
- ブレイブソード×ブレイズソウル
- ロイヤルフラッシュヒーローズ（ブリジット・ヘイズ）

2016年
- 式神物語〜中二病JK、世界を救う〜（居酒屋鶴子）

2017年
- クイズRPG 魔法使いと黒猫のウィズ（デイブレイク）

2018年
- 御城プロジェクト:RE（川越城）
- ネギマテ UQ HOLDER! 〜魔法先生ネギま!2〜（和泉亜子）

### ドラマCD
- ドラマCD THE IDOLM@STER New STAGE Vol.1（生徒）
- ナナとカオル（川上先生）
- ふしぎ遊戯 玄武開伝（ルウデ）
- 空撃ち少女はトリガーハッピー（千歳綾乃）
- 魔法先生ネギま!シリーズ
- ドラマCD　勇星戦隊☆ジンレンジャー（シエン・ド・エイム）[22]（コミックマーケット84とメロンブックスにて販売）
- ティアラ! 名作劇場 ふろくドラマCD ふしぎの国のアリス（ヤマネ）

### 吹き替え

#### 実写
- CSI:マイアミ8 #22
- ミスター・サンタを探して

#### アニメ
- ザ・バットマン シーズン3（バットガール / バーバラ・ゴードン）
- ヤング・ジャスティス（バッドガール / バーバラ・ゴードン）

### ラジオ
- デュアル・エッジ・ステーション〜トクマチャンネル〜 (アニメイトTV) (2008年2月26日終了)
- 山川琴美と岡崎瑞生のノープラン放送局なんとかなるラジオ！ 略して…なるらじ (X-Fade Web Radio) (2008年11月11日-)
- 来栖川重工プレゼンツ メイドロボ3姉妹 ラジオはじめました (アニメイトTV) (2009年9月7日 - 2010年4月5日)
- ヘルシーメルシー☆ (ラジオNIKKEI) (2010年8月28日終了)
- でちことっラジオ！！ (2010年8月9日-)

### パチンコ
- CR魔法先生ネギま!（2017年、和泉亜子[23]）

### その他
- SEEKERS -夜明けに謳う譚詩曲-（桜井夕奈）
- SEEKERS -陽だまりに眠る揺籠歌-（桜井夕奈）
- 魔法先生ネギま! 麻帆良学園中等部2-A:各種特典DVD
- 魔法先生ネギま! FUN DISC〜麻帆良祭〜（和泉亜子）
- 映画『ROOKIES -卒業-』（観客エキストラ ※一般公募分）
- 忙しい人のための幻想郷シリーズ（レミリア・スカーレット）

## ディスコグラフィ

### キャラクターソング
| 発売日   | 商品名                                                                  | 歌                                                                                         | 楽曲 | 備考                                                          |
| 2004年   | 2004年                                                                  | 2004年                                                                                     | 2004年 | 2004年                                                        |
| -------- | ----------------------------------------------------------------------- | ------------------------------------------------------------------------------------------ | --- | ------------------------------------------------------------- |
| 5月1日   | 麻帆良学園中等部2-A 出席番号のうた                                      | 麻帆良学園中等部2-A                                                                        | 「出席番号のうた」 | テレビアニメ『魔法先生ネギま!』関連曲                         |
| 6月23日  | 魔法先生ネギま! 声のクラスメイトシリーズ 9月：運動部仲良し4人組         | 運動部仲良し4人組                                                                          | 「GLOW WILD」 「GLOW WILD（Remix ver.）」                                                                               | テレビアニメ『魔法先生ネギま!』関連曲                         |
| 2005年   |                                                                         |                                                                                            | |                                                               |
| 2月16日  | ハッピー☆マテリアル 1月度：Original Version                             | 麻帆良学園中等部2-A                                                                        | 「ハッピー☆マテリアル 1月度」                                                                                           | テレビアニメ『魔法先生ネギま!』オープニングテーマ             |
| 3月9日   | 麻帆良学園中等部2-A：音楽の授業〈主に出席番号のうた〉                   | 麻帆良学園中等部2-A                                                                        | 「出席番号のうた」 | テレビアニメ『魔法先生ネギま!』関連曲                         |
| 8月3日   | ハッピー☆マテリアル/輝く君へ〜Peace                                     | 麻帆良学園中等部2-A                                                                        | 「ハッピー☆マテリアル（31人Ver. TVサイズ）」                                                                            | テレビアニメ『魔法先生ネギま!』オープニングテーマ             |
| 8月3日   | ハッピー☆マテリアル/輝く君へ〜Peace                                     | 麻帆良学園中等部2-A                                                                        | 「輝く君へ〜Peace」 | テレビアニメ『魔法先生ネギま!』エンディングテーマ             |
| 12月22日 | IZUMO2 猛き剣の閃記 キャラクターソング＆ドラマCD Vol.3 サクヤ＆北河麻衣 | 北河麻衣（山川琴美）                                                                       | 「Fortunate Sky」 | テレビアニメ『IZUMO -猛き剣の閃記-』関連曲                    |
| 2007年   |                                                                         |                                                                                            | |                                                               |
| 1月24日  | ネギま!? 1000%BOX                                                       | 明石裕奈（木村まどか）、和泉亜子（山川琴美）、春日美空（板東愛）、大河内アキラ（浅倉杏美） | 「1000%SPARKING!」 | テレビアニメ『ネギま!?』オープニングテーマ                    |
| 1月24日  | ネギま!? 1000%BOX                                                       | 明石裕奈（木村まどか）、和泉亜子（山川琴美）、春日美空（板東愛）、大河内アキラ（浅倉杏美） | 「A-LY-YA!」 | テレビアニメ『ネギま!?』エンディングテーマ                    |
| 1月24日  | ネギま!? 1000%BOX                                                       | 明石裕奈（木村まどか）、和泉亜子（山川琴美）、春日美空（板東愛）、大河内アキラ（浅倉杏美） | 「1000%SPARKING!〈てくのみっくす〉」                                                                                    | テレビアニメ『ネギま!?』関連曲                                |
| 1月24日  | ネギま!? 1000%BOX                                                       | 麻帆良学園中等部3-A+ネギ・スプリングフィールド                                             | 「1000%SPARKING!」 「A-LY-YA!」                                                                                         | テレビアニメ『ネギま!?』関連曲                                |
| 3月7日   | ネギま!? うたのCD（2）                                                  | 運動部                                                                                     | 「infinty Love 2U」 | テレビアニメ『ネギま!?』関連曲                                |
| 9月26日  | ネギま!? ベストアルバム                                                 | 運動部                                                                                     | 「infinty Love 2U」 | テレビアニメ『ネギま!?』関連曲                                |
| 9月26日  | ネギま!? ベストアルバム                                                 | ネギ・スプリングフィールド&麻帆良学園中等部3-A                                             | 「Hello Again」 | テレビアニメ『ネギま!?』関連曲                                |
| 2008年   |                                                                         |                                                                                            | |                                                               |
| 8月27日  | ハッピー☆マテリアル リターン                                            | 麻帆良学園中等部3-A                                                                        | 「ハッピー☆マテリアル リターン」                                                                                        | OAD『魔法先生ネギま！ 〜白き翼 ALA ALBA〜』オープニングテーマ |
| 8月27日  | ハッピー☆マテリアル リターン                                            | 麻帆良学園中等部3-A                                                                        | 「輝く君へ」 | OAD『魔法先生ネギま！ 〜白き翼 ALA ALBA〜』エンディングテーマ |
| 8月27日  | ハッピー☆マテリアル リターン                                            | 麻帆良学園中等部3-A                                                                        | 「A-LY-YA」 | テレビアニメ『ネギま!?』関連曲                                |
| 2011年   |                                                                         |                                                                                            | |                                                               |
| 8月24日  | 桜風に約束を -旅立ちの歌-                                               | ネギ・スプリングフィールド&麻帆良学園中等部3-A                                             | 「桜風に約束を -旅立ちの歌-」                                                                                           | 劇場アニメ『劇場版 魔法先生ネギま! ANIME FINAL』主題歌        |
| 2017年   |                                                                         |                                                                                            | |                                                               |
| 6月28日  | 魔法先生ネギま！ コンプリートBOX I 特典CD「コンプリートCD」             | 麻帆良学園中等部2-A                                                                        | 「ハッピー☆マテリアル 1月度」                                                                                           | テレビアニメ『魔法先生ネギま！』関連曲                        |
| 6月28日  | 魔法先生ネギま！ コンプリートBOX I 特典CD「コンプリートCD」             | 麻帆良学園中等部2-A                                                                        | 「ハッピー☆マテリアル（31人Ver. TVサイズ）」 「輝く君へ〜Peace」 「出席番号のうた」 「ハッピー☆マテリアル（メドレー）」 | テレビアニメ『魔法先生ネギま！』関連曲                        |
| 6月28日  | 魔法先生ネギま！ コンプリートBOX I 特典CD「コンプリートCD」             | 運動部仲良し4人組                                                                          | 「GLOW WILD」 | テレビアニメ『魔法先生ネギま！』関連曲                        |
| 8月9日   | 魔法先生ネギま！ コンプリートBOX II 特典CD「コンプリートCD II」         | 明石裕奈（木村まどか）、和泉亜子（山川琴美）、春日美空（板東愛）、大河内アキラ（浅倉杏美） | 「1000%SPARKING!」 「A-LY-YA!」                                                                                         | テレビアニメ『ネギま!?』関連曲                                |
| 8月9日   | 魔法先生ネギま！ コンプリートBOX II 特典CD「コンプリートCD II」         | 麻帆良学園中等部3-A+ネギ・スプリングフィールド                                             | 「1000%SPARKING!」 「A-LY-YA!」 「Hello Again」                                                                         | テレビアニメ『ネギま!?』関連曲                                |
| 8月9日   | 魔法先生ネギま！ コンプリートBOX II 特典CD「コンプリートCD II」         | 運動部                                                                                     | 「Infinity Love 2U」 | テレビアニメ『ネギま!?』関連曲                                |
| 9月20日  | 魔法先生ネギま！ コンプリートBOX III 特典CD「コンプリートCD III」       | 麻帆良学園中等部3-A                                                                        | 「ハッピー☆マテリアル リターン」 「輝く君へ」                                                                           | OAD『魔法先生ネギま！ 〜白き翼 ALA ALBA〜』関連曲             |
| 9月20日  | 魔法先生ネギま！ コンプリートBOX III 特典CD「コンプリートCD III」       | ネギ・スプリングフィールド&麻帆良学園中等部3-A                                             | 「桜風に約束を -旅立ちの歌-」                                                                                           | 劇場アニメ『劇場版 魔法先生ネギま！ ANIME FINAL』主題歌       |

### ユニットメンバー
1. 1 2 3 4  相坂さよ（白鳥由里）、明石裕奈（木村まどか）、朝倉和美（笹川亜矢奈）、綾瀬夕映（桑谷夏子）、和泉亜子（山川琴美）、大河内アキラ（山本杏美）、柿崎美砂（伊藤静）、神楽坂明日菜（神田朱未）、春日美空（板東愛）、絡繰茶々丸（渡辺明乃）、釘宮円（出口茉美）、古菲（田中葉月）、近衛木乃香（野中藍）、早乙女ハルナ（石毛佐和）、桜咲刹那（小林ゆう）、佐々木まき絵（堀江由衣）、椎名桜子（大前茜）、龍宮真名（佐久間未帆）、超鈴音（大沢千秋）、長瀬楓（白石涼子）、那波千鶴（小林美佐）、鳴滝風香（こやまきみこ）、鳴滝史伽（狩野茉莉）、葉加瀬聡美（門脇舞）、長谷川千雨（志村由美）、エヴァンジェリン・A・K・マクダウェル（松岡由貴）、宮崎のどか（能登麻美子）、村上夏美（相沢舞）、雪広あやか（皆川純子）、四葉五月（井ノ上ナオミ）、ザジ・レイニーデイ（猪口有佳）
2. 1 2  明石裕奈（木村まどか）、大河内アキラ（山本杏美）、佐々木まき絵（堀江由衣）、和泉亜子（山川琴美）
3. 1 2  相坂さよ（白鳥由里）、明石裕奈（木村まどか）、朝倉和美（笹川亜矢奈）、綾瀬夕映（桑谷夏子）、和泉亜子（山川琴美）、大河内アキラ（山本杏美）
4. 1 2 3  ネギ・スプリングフィールド（佐藤利奈）、相坂さよ（白鳥由里）、明石裕奈（木村まどか）、朝倉和美（笹川亜矢奈）、綾瀬夕映（桑谷夏子）、和泉亜子（山川琴美）、大河内アキラ（浅倉杏美）、柿崎美砂（伊藤静）、神楽坂明日菜（神田朱未）、春日美空（板東愛）、絡繰茶々丸（渡辺明乃）、釘宮円（出口茉美）、古菲（Hazuki）、近衛木乃香（野中藍）、早乙女ハルナ（石毛佐和）、桜咲刹那（小林ゆう）、佐々木まき絵（堀江由衣）、椎名桜子（大前茜）、龍宮真名（佐久間未帆）、超鈴音（高本めぐみ）、長瀬楓（白石涼子）、那波千鶴（小林美佐）、鳴滝風香（こやまきみこ）、鳴滝史伽（狩野茉莉）、葉加瀬聡美（門脇舞以）、長谷川千雨（志村由美）、エヴァンジェリン・A・K・マクダウェル（松岡由貴）、宮崎のどか（能登麻美子）、村上夏美（相沢舞）、雪広あやか（皆川純子）、四葉五月（井上直美）、ザジ・レイニーデイ（いのくちゆか）
5. 1 2 3  明石裕奈（木村まどか）、大河内アキラ（浅倉杏美）、春日美空（板東愛）、和泉亜子（山川琴美）
6. 1 2  相坂さよ（白鳥由里）、明石裕奈（木村まどか）、朝倉和美（笹川亜矢奈）、綾瀬夕映（桑谷夏子）、和泉亜子（山川琴美）、大河内アキラ（浅倉杏美）、柿崎美砂（伊藤静）、神楽坂明日菜（神田朱未）、春日美空（板東愛）、絡繰茶々丸（渡辺明乃）、釘宮円（出口茉美）、古菲（Hazuki）、近衛木乃香（野中藍）、早乙女ハルナ（石毛佐和）、桜咲刹那（小林ゆう）、佐々木まき絵（堀江由衣）、椎名桜子（大前茜）、龍宮真名（佐久間未帆）、超鈴音（高本めぐみ）、長瀬楓（白石涼子）、那波千鶴（小林美佐）、鳴滝風香（こやまきみこ）、鳴滝史伽（狩野茉莉）、葉加瀬聡美（門脇舞以）、長谷川千雨（志村由美）、エヴァンジェリン・A・K・マクダウェル（松岡由貴）、宮崎のどか（能登麻美子）、村上夏美（相沢舞）、雪広あやか（皆川純子）、四葉五月（井上直美）、ザジ・レイニーデイ（いのくちゆか）
7. 1 2  ネギ・スプリングフィールド（佐藤利奈）、相坂さよ（白鳥由里）、明石裕奈（木村まどか）、朝倉和美（笹川亜矢奈）、綾瀬夕映（桑谷夏子）、和泉亜子（山川琴美）、大河内アキラ（浅倉杏美）、柿崎美砂（伊藤静）、神楽坂明日菜（神田朱未）、春日美空（板東愛）、絡繰茶々丸（渡辺明乃）、釘宮円（出口茉美）、古菲（阿澄佳奈）、近衛木乃香（野中藍）、早乙女ハルナ（石毛佐和）、桜咲刹那（小林ゆう）、佐々木まき絵（堀江由衣）、椎名桜子（小見川千明）、龍宮真名（佐久間未帆）、超鈴音（高本めぐみ）、長瀬楓（白石涼子）、那波千鶴（小林美佐）、鳴滝風香（こやまきみこ）、鳴滝史伽（狩野茉莉）、葉加瀬聡美（門脇舞以）、長谷川千雨（志村由美）、エヴァンジェリン・A・K・マクダウェル（松岡由貴）、宮崎のどか（能登麻美子）、村上夏美（相沢舞）、雪広あやか（皆川純子）、四葉五月（井上直美）、ザジ・レイニーデイ（いのくちゆか）